# Memphis Blues Tour
Memphis Blues Tour foi décima quarta turnê da cantora e ícone pop Cyndi Lauper, tendo como base a divulgação de seu álbum Memphis Blues. A tour em sua primeira fase passou por 32 cidades dos Estados Unidos e Canadá. A segunda fase da Tour teve seu início em 12 de Novembro de 2010 e terminou dia 18 de Dezembro, passando por mais 13 cidades dos EUA e fechando a segunda parte da turnê. Em 2011 a terceira fase da tour iniciou-se em 19 de Fevereiro de 2011 no Brasil. No total, foram 8 shows no país. Em um total de 107 shows, quase todos com ingressos esgotados e com audiência ascendente à 1,5 milhão de pessoas, ela arrecadou mais de 45 milhões de dólares. Esta foi uma das maiores turnês de Cyndi, desde a A Night to Remember Tour, que em apenas um show, Cyndi bateu recorde de público no Chile, fazendo show para mais de 120 mil pessoas, assim como fez em 2010, com esta tour, onde fez show para mais de 200 mil pessoas no Canadá. A quarta e última parte da turnê teve inicio em 20 de Junho e foi finalizada em 25 de julho. No total, foram 26 shows com ingressos esgotados na Europa.

## Sobre a turnê
Usando casaco preto e vestido de onça e o famoso "perucão" vermelho, Cyndi Lauper deu inicio à turnê Memphis Blues no dia 25 de Junho, em Morristown/NJ, nos Estados Unidos, em um show com ingressos esgotados na arena de shows Mayo Center For The Performing Arts, sendo 3 dias depois do lançamento do álbum Memphis Blues. A turnê ainda passou por mais de 40 cidades dos EUA e Canadá. O canal americano de TV ET Online fez a cobertura do show que aconteceu no dia 21 de Junho de 2010 em Nova York no Town Hall, mesmo local onde Cyndi gravou o DVD Cyndi Lauper Live... At Last. No Canadá, ela fez uma tarde de autógrafos e fez o maior show da turnê, para um público de mais de 200 mil pessoas. A primeira fase da turnê acabou em 3 de Setembro de 2010, Cyndi aproveitou e fez uma pequena tour pela Europa apenas para divulgar o álbum em programas de TV. Voltando da Europa, Cyndi deu inicio a segunda parte da turnê em 27 de Novembro com um show em Washington. Dando continuidade a turnê, Cyndi no mês de Dezembro incluiu algumas de suas músicas natalinas ao set-list dos shows. Ainda em no mês de Dezembro, ela fez um show exclusivo para familiares e amigos e do mesmo gravou seu DVD ao vivo da era Memphis Blues, que será lançado em Setembro de 2011. Ainda em Dezembro, Cyndi foi contratada pela Lacoste para se apresentar em uma festa da marca, na abertura de temporada de Punta del Este.
O primeiro show da terceira Memphis Blues Tour aconteceu em 19 de fevereiro de 2011 na cidade de Recife, com público recorde. Cyndi ainda fez mais 7 shows lotados pelo país, passando por: Rio de Janeiro, São Paulo, Goiânia, Cuiabá, Brasília e Porto Alegre. Todos shows tiveram presença da percussionista Lan Lan. No dia 23 de Fevereiro ela fez uma tarde de autógrafos em São Paulo, na Livraria Cultura do Shopping Market Place. e também gravou o programa Altas Horas da Rede Globo. No programa, ela executou: She Bop, Just Your Fool, seu mais recente single e Time After Time. Antes de sair do Brasil, Cyndi que estava em Porto Alegre, decidiu fazer umas compras no país. Ela foi clicada por um fã comprando sandalias da marca Melissa numa loja da mesma na cidade. Depois disto, ela seguiu para Argentina com a Memphis Blues Tour. Após ter feito os shows no país, Cyndi teria de seguir para o Chile, mas enfrentou um atraso de voos no Aeroporto de Buenos Aires e só conseguiu viajar algumas horas depois. Para amenizar a situação, Cyndi pegou o microfone de anúncios da sala de espera e improvisou um mini show, cantando Girls Just Want to Have Fun e True Colors. No dia seguinte, foi postado o video dela cantando Girls Just Want to Have Fun no Youtube. O video teve 1 milhão de acessos em 5 dias. Ainda na América do Sul, ela fez seus últimos shows por aqui no Chile, que já estavam esgotados duas semanas antes das datas dos concertos. Os dois shows aconteceram em Vilã de Plata. No dia 2 Março, ela partiu de Nova York para o Japão, após pausa de uma semana da Tour. Algumas hora após o avião ter decolado, havia acontecido o Tsunami no país. Cyndi não cancelou os 5 shows no páis, que por incrível que pareça, foram lotados e não pensou em ir embora. Ela ficou no país e, segundo ela, fez a coisa certa. Via Twitter, ela foi informando seus fãs sobre que estava acontecendo e disse que estava tudo bem com ela. Para ajudar o país, Cyndi doou parte dos lucros de seus shows, organizou um evento para que as pessoas pudessem doar por caridade, além disso, ela também gravou ringtones de alguns de seus maiores sucessos e reverteu os lucros para a Cruz Vermelha Japonesa, junto com os lucros de seu álbum, Memphis Blues, que ela decidiu ceder também. Seu último show da turnê pelo Japão, aconteceu em Osaka e foi televisionado e exibido ao vivo também via internet. Na rede o show foi visto por mais de 135 mil pessoas. Após mais de 3 semanas no Japão, Cyndi foi para a Austrália, onde tinha 8 shows marcados lá. No segundo dia de sua estadia no páis, ela gravou o 'Today Show' Australiano ao ar live. Dias depois, ela deu inicio aos 8 concertos. Contando com os shows feitos na Austrália, a Memphis Blues Tour já havia completado 86 shows no mundo todo, sem contar com os que ainda não foram anúnciados.
Após terminar a terceira fase da turnê, Cyndi foi para Nova York e ficou de férias durante um mês. No dia 8 de maio de 2011, ela participou do New Orleans Jazz Festival, para um público de mais de 50 mil pessoas. Este show não fez parte da turnê. No dia seguinte, Cyndi retornou ao festival, para fazer uma participação no concerto da banda Arcade Fire. Cyndi se juntou a banda, e cantou algumas músicas, incluindo seu sucesso Girls Just Want to Have Fun. Pouco antes de iniciar a última fase da turnê, Cyndi deixou recado para os fãs por um video no Youtube. No mesmo, ela dizia que estava ansiosa para voltar a Europa depois de alguns anos sem fazer shows por lá. Na noite de 12 de junho, domingo, Cyndi dava inicio a quarta e última fase da turnê, que no mesmo dia, fazia um ano. A cidade de Reiquiavique, na Islândia, recebeu Lauper e sua banda na arena de shows Harpa Concert Hall. Com o visual "blues", usado exclusivamente para esta turnê e cabelo loiro com apliques caracolados na cor cinza, Cyndi abriu a noite com seu hit do Blues Just your Fool. O repertório da apresentação seguiu sem grandes alterações em relação aos últimos shows realizados. As surpresas da noite ficaram por conta de What's Going On, do disco True Colors de 1986, e Lyfe do álbum Bring Ya To The Brink, de 2008. A banda de Lauper contou com a estreia do baterista Scooter Warner. Warner já havia trabalhado com a cantora anteriormente. Em 1993 e 1994 o baterista participou da turnê Hat Full Of Stars. Em entrevistas divulgadas na imprensa durante a passagem pelo país, Cyndi citou a banda The Sugarcubes entres as favoritas, e a cantora Bjork como uma grande artista, ambos da Islândia. No Reino Unido, Cyndi além das apresentações, foi ao programa de TV The One Show, para falar sobre sua carreira, novos lançamentos e também sobre a tour. Um dos shows mais esperados pela Europa foi os da Itália. Cyndi não fazia shows na terra de seus avós desde 1987. Exatamente 24 anos depois, Cyndi voltaria ao país para 2 apresentações. No último show da turnê que aconteceu em Madrid, o concerto foi filmado e será exibido na TV espanhola no dia 25 de Agosto. Este último show, assim como boa parte dos shows na Europa, foi aberto e neste dia estava chovendo e mesmo assim, Cyndi não deixou de se misturar com a plateia e cantar no meio da multidão. Segundo um jornal espanhol, Cyndi ainda ficará no país por alguns dias, assim como a mesma fez em outros países.

## Set List
1. "Just Your Fool"
2. "Shattered Dreams"
3. "Early In The Mornin"
4. "Romance In The Dark"
5. "How Blue Can You Get"
6. "Down Don't Bother Me"
7. "Down So Low"
8. "Crossroads"
9. "Rollin And Tumblin"
10. "Don't Cry No More"

 Bis 
1. "Who Let In The Rain"
2. "Change Of Heart"
3. "Girls Just Want To Have Fun"
4. "She Bop"
5. "Time After Time"
6. "Mother Earth" 3
7. "True Colors"

1 I'm Gonna Be Strong, I Don't Wanna Cry, e Wild Women Don't Get The Blues foram performadas no show de Morristown NJ
2 Sally's Pigeons e Above The Clouds foram executadas no show Glenside PA
3 Executado em quase todos concertos
1. "Just Your Fool"
2. "Shattered Dreams"
3. "Early In The Mornin"
4. "Hound Dog"
5. "Romance In The Dark"
6. "How Blue Can You Get"
7. "Down Don't Bother Me"
8. "Down So Low"
9. "Crossroads"
10. "Rollin And Tumblin"
11. "Don't Cry No More"

 Bis 
1. "Lead Me On"
2. "Change Of Heart"
3. "Girls Just Want To Have Fun"
4. "She Bop"
5. "Time After Time"
6. "Mother Earth"
7. "In The Bleak Midwinter" (Apenas em shows perto do Natal)
8. "True Colors"

1 Canções natalinas, foram executadas durante os shows de Dezembro. Foram frequentemente executadas por Cyndi: Three Ships, Feels Like Christmas, Minnie And Santa, e Silent Night.
2 Shine foi cantada no show de Atlantic City NJ
1. "Just Your Fool"
2. "Shattered Dreams"
3. "She Bop"
4. "Early In The Mornin"
5. "All Through The Night"
6. "Lead Me On""
7. "Crossroads"
8. "Down Don't Bother Me"
9. "Don't Cry No More
10. "Iko Iko" (Todos shows da América do Sul)
11. "Good Enough"
12. "Change Of Heart"

 Bis 
1. "Girls Just Want To Have Fun"
2. "Time After Time"
3. "Shine" (most shows)
4. "Mother Earth"
5. "True Colors"
6. "I'm Gonna Be Strong" (Em alguns shows na Austrália)

2 Outras canções, como: Calm Inside The Storm, Edge Of The Earth, Sallys Pigeons, e Rain On Me foram executadas várias vezes.
2 A ordem dos Set-lists varia por noite em todos shows da turnê.

## Data dos Shows
| Data                      | Cidade           | País           | Local                                         |
| ------------------------- | ---------------- | -------------- | --------------------------------------------- |
| América do Norte- Parte 1 |                  |                |                                               |
| 25 de Junho de 2010       | Morristown       | Estados Unidos | Mayo Center for the Performing Arts           |
| 26 de Junho de 2010       | Boston           | Estados Unidos | House of Blues                                |
| 27 de Junho de 2010       | Englewood        | Estados Unidos | Bergen Performing Arts Center                 |
| 29 de Junho de 2010       | Cleveland        | Estados Unidos | House of Blues                                |
| 30 de Junho de 2010       | Chicago          | Estados Unidos | House of Blues                                |
| 1 de Julho de 2010        | Detroit          | Estados Unidos | Motor City Casino                             |
| 3 de Julho de 2010        | Toronto          | Canadá         | Pride Week                                    |
| 4 de Julho de 2010        | Montreal         | Canadá         | Metropolis                                    |
| 21 de Julho de 2010       | Nova York        | Estados Unidos | The Town Hall                                 |
| 23 de Julho de 2010       | Westhampton      | Estados Unidos | Westhampton Beach Performing Arts             |
| 24 de Julho de 2010       | Westhampton      | Estados Unidos | Westhampton Beach Performing Arts             |
| 25 de Julho de 2010       | Northampton      | Estados Unidos | Pines Theatre                                 |
| 27 de Julho de 2010       | New Bedford      | Estados Unidos | Zeiterion Performing Arts Center              |
| 28 de Julho de 2010       | Ridgefield       | Estados Unidos | Ridgefield Playhouse                          |
| 30 de Julho de 2010       | Glenside         | Estados Unidos | Keswick Theatre                               |
| 31 de Julho de 2010       | Myrtle Beach     | Estados Unidos | House of Blues                                |
| 1 de Agosto de 2010       | Orlando          | Estados Unidos | House of Blues                                |
| 3 de Agosto de 2010       | Miami            | Estados Unidos | Adrienne Arsht Center for the Performing Arts |
| 4 de Agosto de 2010       | Clearwater       | Estados Unidos | Ruth Eckerd Hall                              |
| 6 de Agosto de 2010       | Atlanta          | Estados Unidos | Chastain Park Amphitheatre                    |
| 7 de Agosto de 2010       | Biloxi           | Estados Unidos | Beau Rivage (Mississippi)                     |
| 8 de Agosto de 2010       | Nova Orleans     | Estados Unidos | House of Blues                                |
| 10 de Agosto de 2010      | Austin           | Estados Unidos | Paramount Theatre                             |
| 11 de Agosto de 2010      | Dallas           | Estados Unidos | House of Blues                                |
| 12 de Agosto de 2010      | Houston          | Estados Unidos | House of Blues                                |
| 14 de Agosto de 2010      | Albuquerque      | Estados Unidos | Route 66 Casino                               |
| 15 de Agosto de 2010      | Tucson           | Estados Unidos | Anselmo Valencia Tori Amphitheater            |
| 17 de Agosto de 2010      | Saratoga         | Estados Unidos | Mountain Winery                               |
| 18 de Agosto de 2010      | Napa             | Estados Unidos | Uptown Theatre                                |
| 20 de Agosto de 2010      | West Wendover    | Estados Unidos | Wendover Peppermill                           |
| 21 de Agosto de 2010      | Las Vegas        | Estados Unidos | House of Blues                                |
| 22 de Agosto de 2010      | San Diego        | Estados Unidos | House of Blues                                |
| 26 de Agosto de 2010      | Santa Ynez       | Estados Unidos | Chumash Casino                                |
| 27 de Agosto de 2010      | Los Angeles      | Estados Unidos | Greek Theatre                                 |
| 28 de Agosto de 2010      | Reno             | Estados Unidos | Silver Legacy Resort Casino                   |
| 1 de Setembro de 2010     | Portland         | Estados Unidos | Oregon Zoo                                    |
| 2 de Setembro de 2010     | Seattle          | Estados Unidos | Woodland Park Zoo                             |
| 3 de Setembro de 2010     | Vancouver        | Canadá         | Pacific National Exhibition                   |
| América do Norte- Parte 2 |                  |                |                                               |
| 27 de Novembro de 2010    | Washington       | Estados Unidos | 9:30 Club                                     |
| 28 de Novembro de 2010    | Asheville        | Estados Unidos | Orange Peel                                   |
| 4 de Dezembro de 2010     | Newkirk          | Estados Unidos | First Council Casino                          |
| 5 de Dezembro de 2010     | Clinton          | Estados Unidos | Lucky Star Casino                             |
| 7 de Dezembro de 2010     | Milwaukee        | Estados Unidos | Potawatomi Casino                             |
| 8 de Dezembro de 2010     | Milwaukee        | Estados Unidos | Potawatomi Casino                             |
| 10 de Dezembro de 2010    | Atlantic City    | Estados Unidos | Tropicana Casino e Resort                     |
| 12 de Dezembro de 2010    | Mashantucket     | Estados Unidos | MGM Grand Foxwoods                            |
| 12 de Dezembro de 2010    | Waterbury        | Estados Unidos | Palace Theatre                                |
| 14 de Dezembro 2010       | Kingston         | Estados Unidos | Ulster Performing Arts Center                 |
| 15 de Dezembro de 2010    | Tarrytown        | Estados Unidos | Music Hall                                    |
| 18 de Dezembro de 2010    | São Francisco    | Estados Unidos | The Independent                               |
| América do Sul            |                  |                |                                               |
| 19 de Fevereiro de 2011   | Recife           | Brasil         | Chevrolet Hall                                |
| 20 de Fevereiro de 2011   | Rio de Janeiro   | Brasil         | Vivo Rio                                      |
| 22 de Fevereiro de 2011   | São Paulo        | Brasil         | Via Funchal                                   |
| 23 de Fevereiro de 2011   | São Paulo        | Brasil         | Via Funchal                                   |
| 25 de Fevereiro de 2011   | Goiânia          | Brasil         | Atlanta Music Hall                            |
| 26 de Fevereiro de 2011   | Cuiabá           | Brasil         | Centro de Eventos do Pantanal                 |
| 27 de Fevereiro de 2011   | Brasilia         | Brasil         | Auditório Master                              |
| 1 de Março de 2011        | Porto Alegre     | Brasil         | Teatro do Bourbon Country                     |
| 3 de Março de 2011        | Buenos Aires     | Argentina      | Gran Rex                                      |
| 5 de Março de 2011        | Santiago         | Chile          | Teatro Caupolicán                             |
| 6 de Março de 2011        | Viña del Mar     | Chile          | Enjoy del Mar Casino                          |
| 8 de Março de 2011        | Caracas          | Venezuela      | Sambil                                        |
| 10 de Março de 2011       | Cidade do Panamá | Panamá         | Teatro Anayanai                               |
| Ásia                      |                  |                |                                               |
| 15 de Março de 2011       | Nagoya           | Japão          | Chukyo University                             |
| 16 de Março de 2011       | Tóquio           | Japão          | Arena Bunkamura                               |
| 17 de Março de 2011       | Tóquio           | Japão          | Arena Bunkamura                               |
| 18 de Março de 2011       | Tóquio           | Japão          | Arena Bunkamura                               |
| 21 de Março de 2011       | Osaka            | Japão          | Arena NHK Osaka                               |
| 22 de Março de 2011       | Osaka            | Japão          | Arena NHK Osaka                               |
| Oceania                   |                  |                |                                               |
| 28 de Março de 2011       | Brisbane         | Austrália      | QPAC Concert Hall                             |
| 29 de Março de 2011       | Brisbane         | Austrália      | QPAC Concert Hall                             |
| 31 de Março de 2011       | Sydney           | Austrália      | State Theatre                                 |
| 1 de Abril de 2011        | Sydney           | Austrália      | State Theatre                                 |
| 2 de Abril de 2011        | Newcastle        | Austrália      | New Castle Entertainment                      |
| 5 de Abril de 2011        | Perth            | Austrália      | Burswood Theatre                              |
| 8 de Abril de 2011        | Melbourne        | Austrália      | Palais Theatre                                |
| América do Norte          |                  |                |                                               |
| 5 de Maio de 2011         | Nova Orleans     | Estados Unidos | Fair Grounds Race Course                      |
| Europa                    |                  |                |                                               |
| 12 de Junho de 2011       | Reykjavik        | Islândia       | Harpa Concert Hall                            |
| 14 de Junho de 2011       | Bergen           | Noruega        | Ricks Teater                                  |
| 16 de Junho de 2011       | Estocolmo        | Suécia         | Stora Salongen                                |
| 18 de Junho de 201        | Esbjerg          | Dinamarca      | Vognsbølparken                                |
| 20 de Junho de 2011       | Manchester       | Reino Unido    | Bridgewater Hall                              |
| 23 de Junho de 2011       | Glasgow          | Reino Unido    | Royal Concert Hall                            |
| 24 de Junho de 2011       | Sheffield        | Reino Unido    | City Hall                                     |
| 26 de Junho de 2011       | Birmingham       | Reino Unido    | Symphony Hall                                 |
| 27 de Junho de 2011       | Bristol          | Reino Unido    | Colston Hall                                  |
| 28 de Junho de 2011       | Brighton         | Reino Unido    | Brighton Dome                                 |
| 30 de Junho de 2011       | Londres          | Reino Unido    | Hammersmith Apollo                            |
| 3 de Julho de 2011        | Paris            | França         | Paris Olympia                                 |
| 4 de Julho de 2011        | Zurique          | Suíça          | Kaufleuten                                    |
| 5 de Julho de 2011        | Basel            | Suíça          | Grand Casino Basel                            |
| 8 de Julho de 2011        | Vienne           | França         | Jazz a Vienne                                 |
| 11 de Julho de 2011       | Roma             | Itália         | Auditorium Parco della Musica                 |
| 12 de Julho de 2011       | Istres           | França         | Pavillon de Grignan                           |
| 13 de Julho de 2011       | Milan            | Itália         | Arena Civica                                  |
| 18 de Julho de 2011       | Hamburg          | Alemanha       | Laeiszhalle                                   |
| 19 de Julho de 2011       | Berlin           | Alemanha       | Admiralspalst                                 |
| 24 de Julho de 2011       | Madrid           | Espanha        | Veranos de la Villa                           |
| 25 de Julho de 2011       | San Sebastián    | Espanha        | Plaza de La Trinidad / Jazzaldia Festival     |